# All Nippon Air Line
All Nippon Air Line (楽園30000フィート―All Nippon Air Line Rakuen Sanman Feet - All Nippon Air Line?) es un manga one-shot japonés escrito e ilustrado por Kei Azumaya. En Norteamérica, Digital Manga Publishing tiene la licencia del manga y lo publicó a través de su sello, Juné, el 26 de febrero de 2008.

## Publicación
La versión inglesa del manga se publicó con dos portadas para el libro: una que dice «All Nippon Air Line: Paradise at 30,000 Feet» (All Nippon Air Line: El paraíso a 30.000 pies) y la otra es una sobrecubierta con las siglas “ANAL”, como la portada japonesa del manga. La cubierta sin sobrecubierta en inglés de Juné Manga elimina los logotipos porque «las librerías no querían ver realmente ANAL escrito en la cubierta». DMP también imprimió la portada original del manga y ofreció a los clientes la posibilidad de enviarla o recogerla en persona en una convención.

## Recepción
Rachel Bentham, de ActiveAnime, elogia el manga y afirma que «va mucho más allá de la comedia yaoi media». Julie Rosato, de Mania. com, elogia la presentación del manga por parte de Juné: «la sobrecubierta con la portada original tiene un bonito acabado mate y un cómic a todo color en la parte posterior, pero la rara lámina en color del interior realmente va más allá. La solapa interior también tiene otro cómic a todo color». Johanna Draper Carlson, de Comics Worth Reading, critica el manga por el diseño de los personajes: «Es como si sus cabezas fueran demasiado grandes para sus caras, o si las caras fueran máscaras superpuestas a la real, o si tuvieran cuellos de linebacker y relleno extra bajo el pelo. En resumen, las proporciones están fuera de lugar». John Thomas, de Comics Village, critica el manga por utilizar la violación «como método de contratación excusable, lo que dejó un mal sabor de boca a este crítico». Seridan Scott escribió en Newtype USA: «Está claro que hay que disfrutar mucho del género para poder leer este manga. Pero para aquellos de nosotros que sabemos, es una diversión buena y sucia durante todo el camino, con suficientes insinuaciones amorosas y bromas traviesas para hacer que cualquier fan del yaoi se ría con deleite».